# Jules Gravereaux
Jules Léopold Gravereaux (1 de mayo de 1844 en Vitry-sur-Seine – 23 de marzo de 1916 en París) fue un rosalista francés. Era un alto ejecutivo del centro comercial Le Bon Marché y en 1892 compró tierras en el pueblo de L'Hay a unos 8 km al sur de París. Allí se construyó el primer jardín que jamás se había dedicado exclusivamente a las rosas hasta entonces, el Roseraie de L'Hay. Se hizo tan popular que unos años más tarde, el pueblo cambió su nombre a L'Hay-les-Roses.
Gravereaux reunió rosas de toda Europa, y comenzó a crear nuevas variedades para la producción de aceites para perfume, lo que facilitaría el proceso de destilación. Trabajó en los híbridos de Rosa rugosa y desarrolló el cultivar 'Rose à parfum de L'Haÿ', entre otros. Con todo creó 27 nuevos cultivares, principalmente para la producción de aceite de rosas.
El híbrido de Rosa rugosa 'Roseraie de L'Haÿ', de color púrpura carmesí y muy perfumado, criado por Gravereaux en 1901, fue nombrado en honor a su jardín.

## Biografía
Sus padres eran Jean Narcisse Gravereaux, carpintero, y Marie Henriette Gervais. En marzo de 1856, a los 12 años, fue aprendiz de un sombrerero de la rue du Bac. Dos años más tarde trabajó en la mercería de Aristide Boucicaut y esposa. En 1852, el Sr. y la Sra. Boucicault habían comprado un terreno frente a su tienda para construir el centro comercial Le Bon Marché. En 1864 Jules comenzó su trabajo en el centro como vendedor privado y fue escalando posiciones, hasta que en 1871 se incorporó al consejo.
En agosto de 1873, se casó con Laure Marie Alexandrine Thuillier (1852-1932). Tuvieron siete hijos. Dos de los cuales murieron en la infancia.
La Sra. Boucicault, que no tenía hijos, legó todas sus acciones de Le Bon Marché a sus empleados en función de su antigüedad. Como empleado desde el comienzo del centro comercial, Jules Gravereaux heredó la cantidad suficiente como para retirarse en 1892, a la edad de 48 años.
Mientras trabajaba para Le Bon Marché se interesó por las rosas, cuando iba a Lille a comprar tejidos.  En 1892, compró una gran propiedad en L'Haÿ y contrató al famoso arquitecto paisajista Édouard André para diseñar un jardín en el que cultivó 1600 rosas,, las hibridó e hizo su propio aceite de rosas para perfume.
La Roseraie de L'Haÿ alcanzó una capacidad de 8000 rosas en 1910, cada uno de los tipos conocidos en su tiempo.
Jules Gravereaux falleció en París el 23 de marzo de 1916.

## Su trabajo con las rosas
En 1900, Jules Gravereaux, por entonces rosalista reconocido y rodologista (especialista en el estudio y la clasificación de las rosas), fue contratado por Jean-Claude Nicolas Forestier, el Comisionado de los jardines de la ciudad de París, para ayudar a crear la rosaleda pública del Château de Bagatelle. Jules Gravereaux donó 1200 rosas para este jardín, donde se celebra el (Concurso Internacional para rosas nuevas).
En 1901, el Ministerio de Agricultura le pidió que recolectara plantas silvestres del género Rosa, de las que se utilizan en la producción hortícola e industrial para perfume. Comenzó esta misión en los Balcanes. De vuelta en L'Haÿ, decidió crear nuevas variedades de rosas para la producción de perfumes, lo que facilitaría el proceso de destilación. Trabajó en los híbridos de Rosa rugosa y desarrolló el cultivar 'Rose à parfum de L'Haÿ', entre otras. En total creó 27 nuevos cultivares, principalmente para la producción de aceite.
En 1911, Gravereaux ayudó a recrear la colección de rosas de Joséphine de Beauharnais en el Château de Malmaison mediante la investigación de todas las especies y cultivares disponibles en Europa en su tiempo, y la donación de las 197 rosas que representó el fruto de su investigación.  En esta lista se incluían 107 gallicas, 27 centifolias, 3 musgosas, 9 damascos, 22 Bengalas, 4 spinosissimas, 8 albas, 3 luteas, 1 musk, y las especies alpina, arvensis, banksia, carolina, cinnamomea, clinophylla, laevigata (Rosa laevigata), rubrifolia (aka glauca), rugosa, blanca y  roja, sempervirens, y setigera.

## Galardones y honores
- Fue nombrado Caballero (en 1902) y Oficial (en 1910) en la Legión de Honor.[3]
- Fue nombrado Comandante de Mérito Agrícola por sus actividades en el desarrollo de interés para los jardines de rosas y el comercio de la rosa (alrededor de 1900).
- En 1914, la ciudad de L'Haÿ cambió su nombre a L'Haÿ-les-Roses.[2]
- Hay una calle que lleva su nombre en L'Haÿ-les-Roses: Avenue Jules Gravereaux.

## Algunas publicaciones
- Collection botanique du genre Rosa (1899). Botanical collection of the genus Rosa.
- Catalogue des roses cultivées à L'Haÿ (1900). Catalogue of roses grown at L'Haÿ.
- Rapport sur la culture des roses dans la péninsule des Balkans (1901). Report on the cultivation of roses in the Balkan Peninsula.
- Les Roses cultivées à L'Haÿ en 1902. Roses grown at L'Hay in 1902. Essai de classement (1902). Test rankings.
- Manuel pour la description des rosiers (1906). Manual for the description of the Rose.
- Les Roses à parfum et la fabrication de l'essence à la Roseraie de L'Haÿ de 1901 à 1905 (1906). Perfume roses and manufacture of rose oil at the Roseraie de L'Haÿ from 1901 to 1905.
- La Rose dans les sciences, dans les arts et dans les lettres (1906). The Rose in the sciences, arts and letters.
- La Malmaison. Les roses de l'Impératrice Joséphine. The roses of Empress Josephine. 1912.

## Algunas de susobtenciones
- Rosa 'La France Victorieuse', Híbrido de té
- 'Rhodologue Jules Gravereaux'
- 'Rhodophile Gravereaux'
- Rosa Rosa 'Madame Jules Gravereaux'

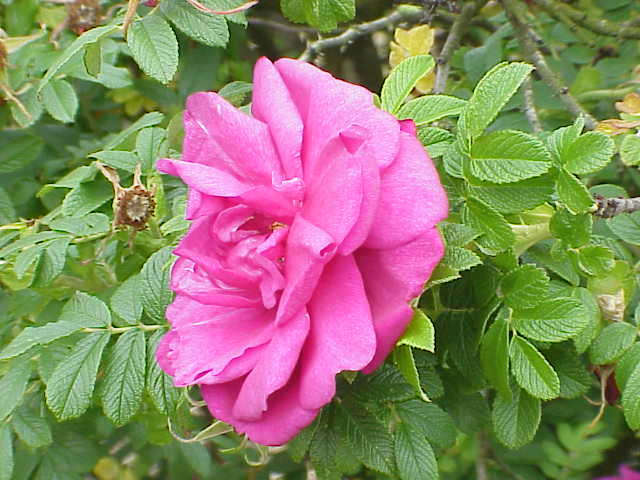
Rosa rugosa var. 'Roseraie de l'Haÿ'. Jules Gravereaux (Francia, 1901).

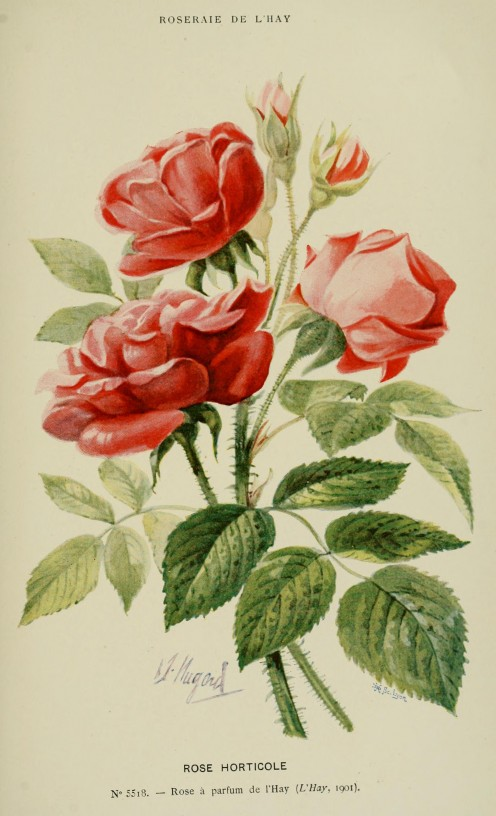
Híbrido de Rosa rugosa var. 'Parfum de l'Haÿ', Jules Gravereaux (Francia, 1901).

- Rosa rugosa var. Amélie Gravereaux (nombrada por su hija)
- Rosa rugosa var. Rose à Parfum de l’Haÿ
- Rosa rugosa var. Roseraie de l’Haÿ (nombrada por la rosaleda)
- 'Rosomane Gravereaux'